# Brandenberg
Brandenberg è un comune austriaco di 1 504 abitanti nel distretto di Kufstein, in Tirolo. Dà il nome alle Alpi di Brandenberg.